# Stade Municipal (Sokodé)
Stade Municipal – to wielofunkcyjny stadion w Sokodé w Togo, na którym odbywają się głównie mecze piłki nożnej. Jest domowym stadionem klubów: AC Semassi FC, Unisport de Sokodé i Tchaoudjo Athletic Club. Stadion może pomieścić 10 000 osób.